# Артабуйнк
Артабуйнк (вірм. Արտաբույնք) — село в марзі Вайоц-Дзор, на півдні Вірменії. Село розташоване за 19 км на північ від міста Єхегнадзор, неподалік від траси Мартуні — Єхегнадзор, поруч з селами Шатін, Єхегіс та Ермон.
У селі дуже гостро стоїть питання аварійності будинків і безробіття. Град та сильні дощі створюють серйозні пошкодження сільським дорогам і будинкам.

## Пам'ятки
Поруч із селом розташовані:
- Монастир Цахкацкар Ванк (X—XI ст.);
- Фортеця Смбатаберд (V—XIV ст.);
- Залишки міста Остун (V—XIV ст.);
- Великий хачкар Орбелянів (XIV століття);
- Цвинтар князів Орбелянів (XIV століття);
- Церква Сурб Аствацацін (XIII століття);
- Кафедральна церква Зорац (1303 рік);
- Залишки середньовічного села і єврейське кладовище (XI—XIV ст.).[4][5][6][7]

## Видатні уродженці
- Мкртчян Лусік — видатна вірменська поетеса.[8]